# Nazim al-Churi
Nazim al-Churi – libański polityk, maronita. W latach 2000–2005 sprawował mandat deputowanego do libańskiego parlamentu. Był też doradcą politycznym prezydenta Michela Sulaimana. 13 czerwca 2011 został mianowany ministrem środowiska w rządzie Nadżiba Mikatiego.